# Гірник Євген Олексійович
Євге́н Олексі́йович Гі́рник (11 січня, 1954, Калуш, Івано-Франківська область) — український політик; колишній народний депутат України; колишній заступник голови КУН.

## Біографія
Євген Гірник народився 11 січня 1954 року в місті Калуш Івано-Франківської області. Син відомого українського дисидента Олекси Гірника.
Закінчив Львівський політехнічний інститут (1976, нині Національний університет «Львівська політехніка») за спеціальністю інженер-хімік-технолог.
У 1976—1977 роках працював інженером-технологом на Берегівському заводоуправлінні будматеріалів у місті Берегове Закарпатської області. 
1977—1982 — апаратник цеху, майстер зміни сульфатної збагачувальної фабрики на ВО «Хлорвініл».
У 1982—1990 роках — старший інженер з техніки безпеки та охорони природи на Калуському заводі калійних добрив.
У 1990—1991 роках — голова, 1991–1994 — 1-й заступник голови виконкому Калуської міськради народних депутатів. 
1994—2000 — 1-й заступник голови Калуської райдержадміністрації.
2000—2002 — начальник управління магістральних трубопроводів, ВАТ «Оріон» (м. Калуш); віце-президент, ЗАТ «Регіональне агентство економічного розвитку» (м. Івано-Франківськ).

## Народний депутат
У березі 1998 року — кандидат в народні депутати України від НУ, № 60 в списку.
Народний депутат України 4-го скликання з квітня 2002 до квітня 2006 року, виборчій округ № 89, Івано-Франківська область, висунутий Блоком Віктора Ющенка «Наша Україна». «За» 45.46 %, 12 суперників. На час виборів: віце-президент ЗАТ «Регіональне агентство економічного розвитку», член КУН. Член фракції «Наша Україна» (травень 2002 — вересень 2005), член фракції Політичної партії «Реформи і порядок» (з вересня 2005). Член Комітету з питань бюджету (з червня 2002). Заступник члена Постійної делегації в міжпарламентській організації «Постійна делегація у Парламентській асамблеї Організації з безпеки та співробітництва в Європі». Був членом груп з міжпарламентських зв’язків з наступними країнами: Грузією, Польською Республікою, Турецькою Республікою, Федеративною Республікою Німеччина, Республікою Нігерія, Сполученими Штатами Америки.
Народний депутат України 5-го скликання з квітня 2006 до червня 2007 від Блоку «Наша Україна», № 30 в списку. На час виборів: народний депутат України, член КУН. Член Комітету з питань бюджету (з липня 2006). Член фракції Блоку «Наша Україна» (з квітня 2006). Склав депутатські повноваження 8 червня 2007.
Вересень 2007 — кандидат в народні депутати України від Блоку «Наша Україна — Народна самооборона», № 91 в списку. На час виборів: тимчасово не працював, безпартійний.